# Daniel Francisco Blanco Méndez
Daniel Francisco Blanco Méndez (ur. 4 października 1973 w San José) – kostarykański duchowny katolicki, biskup pomocniczy San José od 2018.

## Życiorys
Święcenia kapłańskie przyjął 8 grudnia 2000 i został inkardynowany do archidiecezji San José. Pracował głównie jako duszpasterz parafialny, był także m.in. archidiecezjalnym kanclerzem oraz audytorem przy krajowym sądzie kościelnym. Od 2016 wikariusz generalny archidiecezji. 
28 listopada 2017 papież Franciszek mianował go biskupem pomocniczym archidiecezji San José oraz biskupem tytularnym Pulcheriopolis. Sakry udzielił mu 25 stycznia 2018 arcybiskup José Rafael Quirós Quirós.